# Imperial Beach

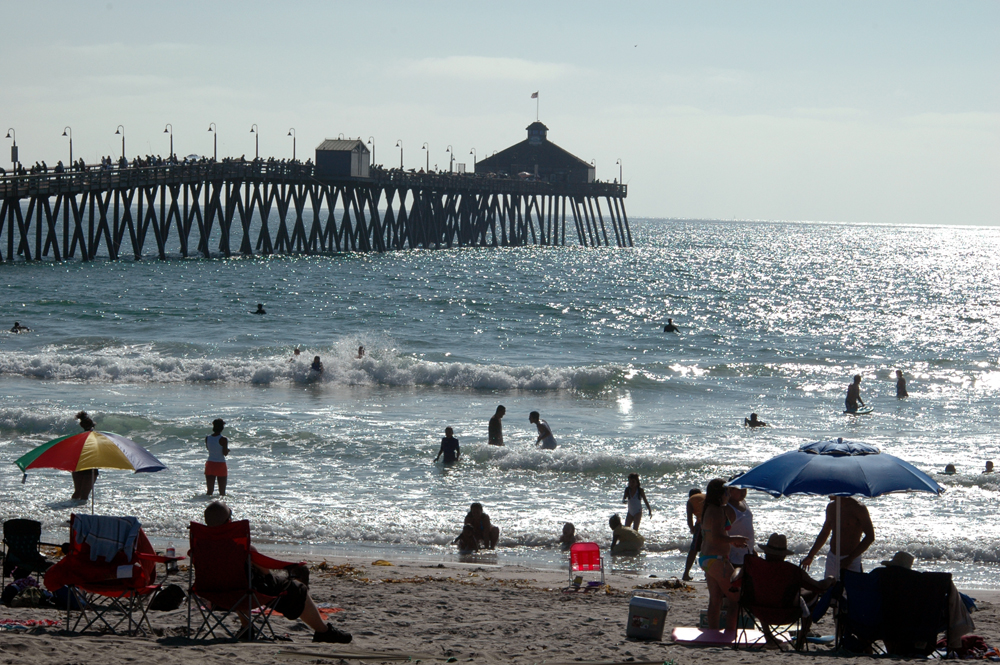
The pier of Imperial Beach.

Imperial Beach es una ciudad del condado de San Diego, California, Estados Unidos. La población era de 26.992 en el censo del 2000.
Cada año la ciudad celebra el evento de castillos de arena, y atrae a más de 400.000 personas durante tres días.

## Geografía
Imperial Beach está localizada en las coordenadas 32°34′42″N 117°7′2″O / 32.57833, -117.11722 (32.578255, -117.117111).
Según la Oficina del Censo de los Estados Unidos, tenía un área total de 11,7 km² (4,5 mi²). 11,1 km² (4,3 mi²) era tierra y 0,6 km² (0,2 mi²) era (5,53%) agua.
La ciudad se encuentra en el extremo sur de los Estados Unidos continentales: bordeado por el océano Pacífico en el oeste y en el sur por México.